# San Cristóbal Verapaz
San Cristóbal Verapaz é uma cidade da Guatemala do departamento de Alta Verapaz.